# Serenada (album Michała Urbaniaka)
Serenada - album Michała Urbaniaka z 2000 r., poświęcony pamięci Kenny Kirklanda, pianisty i keybordzisty jazzowego nagrany w Right Track and Hells Kitchen Recording Studios w Nowym Jorku. Jest właściwie reedycja longplaya z 1980 r. pt. Serenade for the City z dodatkowymi nowymi utworami. Numer katalogowy płyty - UBX1007.

## Lista utworów
1. Bad Times  (Urbaniak & Tavares)
2. Circular Road (Urbaniak)
3. Nanava (Urbaniak)
4. Sometimes (Miller)
5. Serenada [właściwie: Serenade for the City] (Urbaniak)
6. Mika (Urbaniak)
7. Fall (Whyne Shorter)
8. Kasia Joy (Urbaniak)
9. Vanessa (Powell)
10. North One (Urbaniak)
11. French Kiss (Urbaniak)

## Twórcy
- Michał Urbaniak - skrzypce elektryczne, lyrikon, produkcja muzyczna i aranżacje
- Urszula Dudziak - głos
- Kenny Kirkland - instrumenty klawiszowe
- Barry Eastmond - instrumenty klawiszowe
- Doc Powell - gitara
- Marcus Miller - gitara basowa
- Buddy Williams - perkusja
- Yoggi Horton - perkusja
- David Stone - miks, nagrywanie